# Argosy (magazine)
Pour les articles homonymes, voir Argosy.
Argosy est un pulp magazine publié aux États-Unis par Franck Munsey. Ce magazine est généralement considéré comme le tout premier pulp magazine américain.

## Historique
Au départ, le magazine fut conçu comme un périodique d'information générale et s'appelait The Golden Argosy (Le Vaisseau d'or). Le premier numéro fut publié le 9 décembre 1882, les autres suivirent au rythme d'un numéro par semaine. En décembre 1888, le titre fut modifié pour devenir The Argosy. En avril 1884, le rythme de publication passa d'hebdomadaire à mensuel, une époque où le magazine commença à se tourner vers la pulp fiction[C'est-à-dire ?]. Le premier numéro entièrement consacré à de la fiction fut publié en 1896. Le magazine fut de nouveau programmé pour une publication hebdomadaire en octobre 1917. En janvier 1919, The Argosy fusionna avec le Railroad Man's Magazine et fut ensuite brièvement publié sous le titre Argosy and Railroad Man's Magazine. Suivit en 1920 une autre fusion avec le All-Story Magazine, ce qui donna au magazine son titre définitif : Argosy All-Story Weekly.
Plus tard, le magazine passa à une publication bi-hebdomadaire en novembre 1941, puis à une publication mensuelle en juillet 1942 quand le titre passa chez Popular Publications (en). Le changement le plus significatif intervint en septembre 1943, lorsque le magazine passa du pulp au papier de qualité et cessa de ne publier que des fictions. La part des fictions diminua de plus en plus au fil des années, le magazine devenant peu à peu un magazine masculin. Le dernier numéro du magazine original fut publié en novembre 1978.
Pendant les quatre-vingt-seize années de son existence sous sa forme originale, l’Argosy publia des œuvres de tous genres littéraires, dont la science-fiction et le western. Edgar Rice Burroughs y publia quelques-unes de ses histoires de Tarzan et de son Cycle de Mars, et Johnston McCulley certains épisodes des aventures de Zorro. D'autres auteurs de renom participèrent au contenu du magazine, comme Horatio Alger, Dashiell Hammett, Ellis Parker Butler, Max Brand, Abraham Merritt et Robert E. Howard. Vers la fin, le magazine s'associa au genre pulp du récit d'aventures viril avec des histoires « vraies » de combats avec des animaux sauvages ou bien de batailles qui se déroulent en temps de guerre.

## Argosyversion britannique
Un magazine nommé Argosy (également The Argosy) fut lancé par Alexander Strahan dès 1865, et qui deux ans plus tard était dirigé par Ellen Wood, avant de disparaître en 1901.
En 1926, un nouveau magazine Argosy paraissait à Londres, cette fois inspiré de son cousin américain : il comprend des nouvelles, principalement non inédites, mais aussi des illustrations dont celles d'Alan Odle. Entre 1955 et 1960, Joan Aiken fut le rédacteur en chef. Lord Dunsany, Ray Bradbury et H. E. Bates furent parmi les auteurs publiés. La formule s'arrêta en 1974.

## Renouveau
Le magazine fut brièvement ressuscité de 1990 à 1994, avec la sortie sporadique de cinq numéros seulement. Depuis 2005, l’Argosy Quarterly publie des œuvres de fiction originale.